# Rahuste
Rahuste is een plaats in de Estlandse gemeente Saaremaa, provincie Saaremaa. De plaats heeft de status van dorp (Estisch: küla) en telt 47 inwoners (2021).
Tot in oktober 2017 behoorde Rahuste tot de gemeente Salme en sindsdien tot de fusiegemeente Saaremaa.
De plaats ligt aan de westkant van het schiereiland Sõrve, dat deel uitmaakt van het eiland Saaremaa.

## Geschiedenis
Rahuste werd voor het eerst genoemd in 1645 onder de naam Raudusse. Het grondgebied van de plaats was verdeeld over twee landgoederen: Tiinuse (het noordelijk deel) en Torgu (het zuidelijk deel).
In 1977 werd het buurdorp Ula bij Rahuste gevoegd; in 1997 werd het weer een zelfstandig dorp.